# Chitra (Veraguas)
Chitra es un corregimiento del distrito de Calobre en la provincia de Veraguas, República de Panamá. La localidad tiene 1.301 habitantes (2010).